# Ingebjørg Saglien Bråten
Pour les articles homonymes, voir Bråten.
Ingebjørg Saglien Bråten est une sauteuse à ski norvégienne, née le 20 septembre 1999 à Etnedal, dans le comté d'Oppland (Norvège).

## Carrière sportive
Membre du club d'Etnedal, sa ville natale, elle fait ses débuts internationaux en 2016 dans la Coupe continentale.
La Norvégienne découvre la Coupe du monde en novembre 2018 à Lillehammer, où avec une 27e position, elle marque ses premiers points.
Elle obtient sa qualification pour les Championnats du monde 2019 à Seefeld, où elle remporte une médaille de bronze par équipes avec Maren Lundby, Silje Opseth et Anna Odine Strøm. Lors de la saison 2019-2020, elle ne connaît pas de réussite en Coupe du monde, si ce n'est un podium sur le concours par équipes au Mont Zao.

## Palmarès

### Championnats du monde
| Épreuve / Édition  | Seefeld 2019 |
| Individuel         | 25e          |
| Par équipes        | 3e           |
| Par équipes mixtes |              |

### Coupe du monde
- Meilleur classement général : 38e en 2019.
- Meilleur résultat individuel : 17e.
- 1 podium par équipes : 1 troisième place.

Palmarès à l'issue de la saison 2019-2020

#### Classements généraux annuels
| Année | Rang |
| 2019  | 38e  |

### Championnats du monde junior
- Médaille d'argent par équipes mixtes en 2019 à Lahti.